# Aloe schomeri
Aloe schomeri là một loài thực vật có hoa trong họ Măng tây. Loài này được Rauh mô tả khoa học đầu tiên năm 1966.

## Hình ảnh

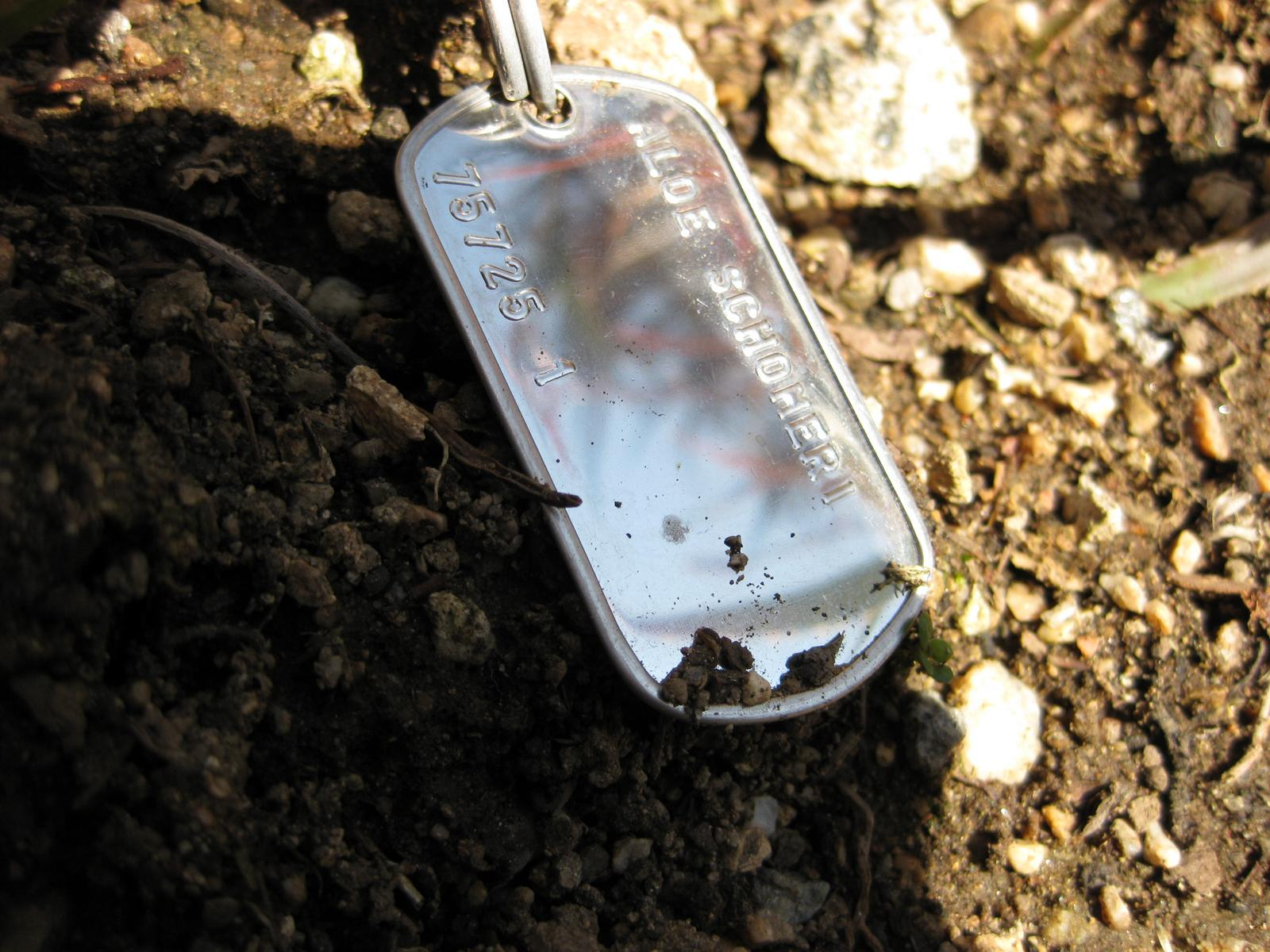
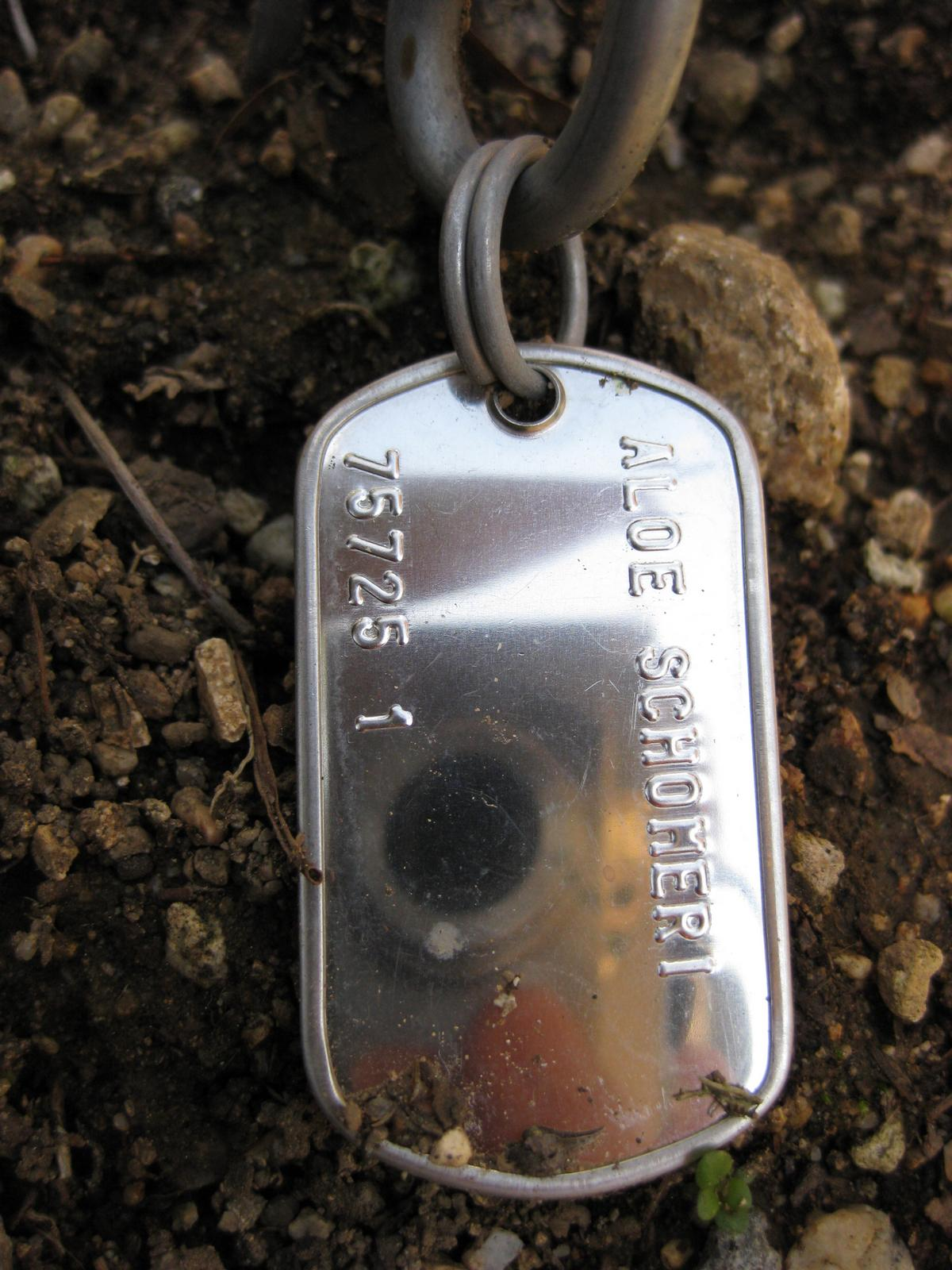